# Pont Julien
Pour les articles homonymes, voir Julien.
Le pont Julien est un pont romain, traditionnellement daté de l'an 3 av. J.-C., situé au débouché du défilé de Roquefure, à 5 km au nord de Bonnieux et à 8 km à l'ouest de la ville d'Apt dans le département de Vaucluse en France.

## Situation
Il était situé sur la voie Domitienne (via Domitia), voie romaine qui reliait Narbonne (Colonia Narbo Martius) à Turin (Augusta Taurinorum). Il doit son nom à la proximité d'Apt, appelée alors Colonia Apta Julia. Il est classé « Monument historique ».
La chaussée antique de la voie, bien visible en aval et en amont du pont, franchissait le lit du Calavon suivant un tracé en baïonnette.

## L'ouvrage
Le pont mesure 80 mètres de long, 46 m de portée, 6 m de large (largeur chaussée 4,20 m), et 11,50 m de haut.
Il se compose de trois arches en plein centre, l'arche centrale étant plus élevée que celles qui la flanquent au nord et au sud ; les piles intermédiaires sont percées de grandes baies cintrées pour faciliter l'évacuation des eaux en période de crues (dégueuloirs) et munies en amont d'avant-becs semi-circulaires.
Bâti en grand appareil de calcaire provenant de carrières du Luberon, il remplaçait un pont plus ancien, dont on perçoit les traces autour des piles.
Il a été intégré au réseau routier (route départementale 108) jusqu'au printemps 2005, soit plus de 2 000 ans d'exploitation, jusqu'à la mise en service d'une déviation et d'un nouveau pont à proximité, afin de le préserver.

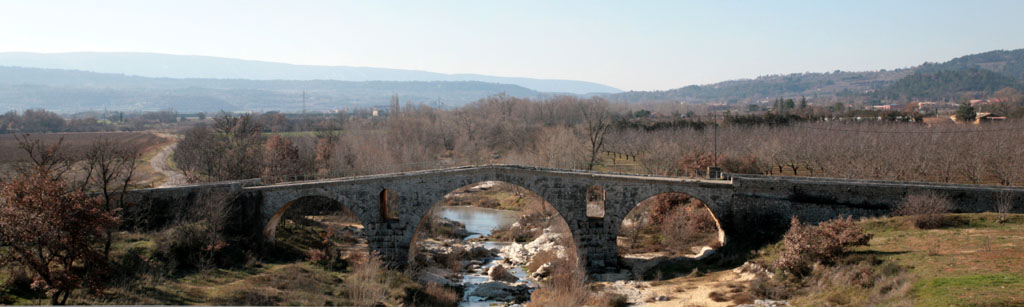
Vue de l'est avec en fond le Luberon.
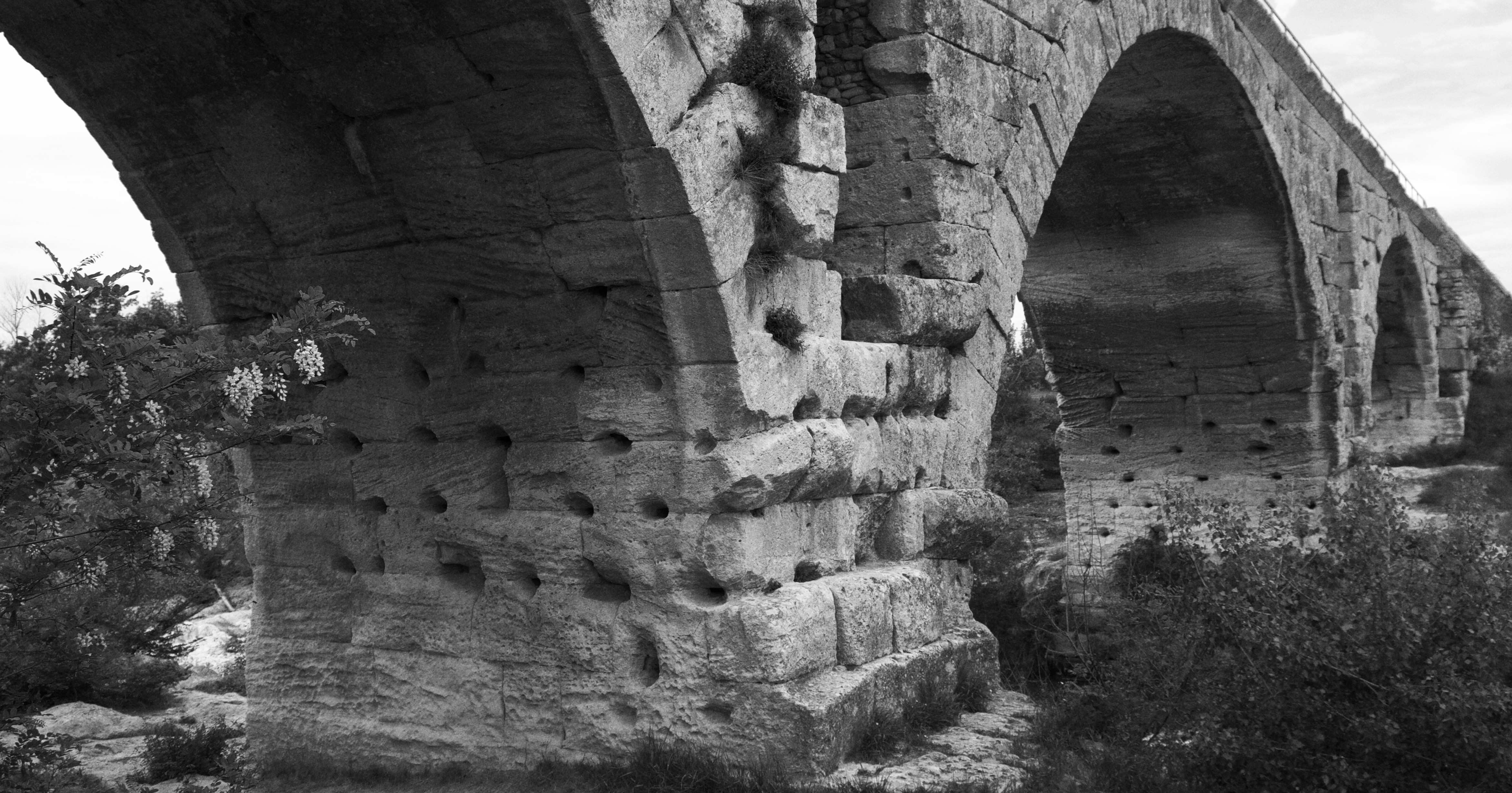
Pile.
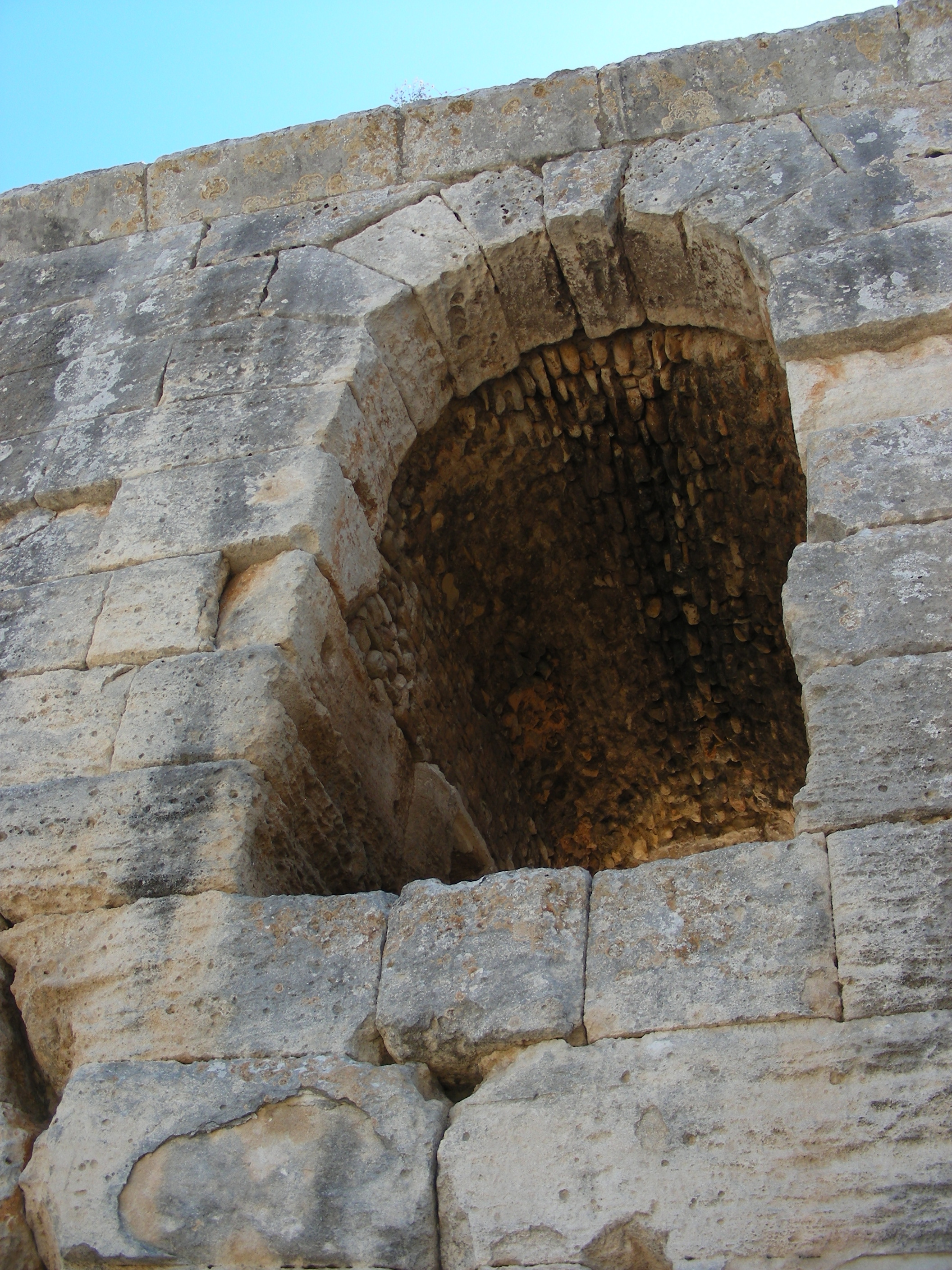
Dégueuloir.

## Loisirs
Aux abords, on découvrira avec intérêt, en aval le tracé de la route antique, bien visible sur 6 km, et en amont les gorges de Roquefure.
Depuis 2005, le pont Julien est emprunté par la véloroute du Calavon, projet cofinancé par l'Union européenne via le Fonds européen de développement régional (FEDER), la région Provence-Alpes-Côte d'Azur et le Conseil départemental de Vaucluse, entièrement balisée et sécurisée et qui, à terme, traversera toute la vallée du Calavon à partir de Cavaillon pour relier Volx dans le département des Alpes-de-Haute-Provence.
Au départ du pont Julien qui se situe à 5 km du village de Bonnieux, deux directions sont possibles :
- à l'est, vers Apt qui se situe à 10 km et Saint-Martin-de-Castillon
- à gauche (à l'Ouest), vers Beaumettes (10 km) et Cavaillon (tronçon en cours de réalisation)